# Treasure Island (Florida)
Treasure Island is een plaats (city) in de Amerikaanse staat Florida, en valt bestuurlijk gezien onder Pinellas County.

## Demografie
Bij de volkstelling in 2000 werd het aantal inwoners vastgesteld op 7450.
In 2006 is het aantal inwoners door het United States Census Bureau geschat op 7561, een stijging van 111 (1.5%).

## Geografie
Volgens het United States Census Bureau beslaat de plaats een oppervlakte van
13,8 km², waarvan 4,1 km² land en 9,7 km² water.

## Plaatsen in de nabije omgeving
De onderstaande figuur toont nabijgelegen plaatsen in een straal van 8 km rond Treasure Island.